# Le Sserafim
Le Sserafim (stylisé en majuscule, coréen : 르세라핌) est un girl group sud-coréen formé en 2022 par Source Music en coopération avec HYBE Corporation. Le groupe est actuellement composé de cinq membres : Sakura, Kim Chae-won (leader), Huh Yun-jin, Kazuha, et Hong Eun-chae. Le nom du groupe est une anagramme de la phrase « I'm fearless » (Je suis intrépide).
En 2022, Le Sserafim remporte le titre de meilleur nouvel artiste aux Asia Artist Awards, aux Golden Disc Awards et aux Seoul Music Awards.

## Formation
Avant les débuts de ce groupe, Sakura a été membre du girl group japonais HKT48,. Elle a également participé, avec Chaewon et Yun Jin, à l'émission Produce 48 diffusée par Mnet en 2018. Yun Jin est éliminée lors de l'épisode 11 et obtient la 26e place. Sakura et Chaewon remportent l'émission en arrivant respectivement à la deuxième et la dixième place, débutant ainsi dans le groupe Iz*One,,. Après deux ans et demi d'activité, le groupe se sépare en avril 2021.
Le 14 mars 2022, Source Music annonce le lancement d'un nouveau girl-group, Sakura et Kim Chaewon devant être les premiers membres du groupe. Il s’agit du troisième groupe féminin à débuter, après Glam et GFriend, au sein de Source Music.
Le premier EP du groupe, Fearless, sort le 2 mai 2022 et se vend à plus de 175 000 exemplaires en une journée.
Le 20 mai 2022, à la suite des nombreuses accusations de harcèlement scolaire à l'égard de Kim Ga-ram, Hybe Corporation et Source Music publient une déclaration conjointe annonçant que celle-ci fera une pause dans ses activités en raison des enquêtes et procédures judiciaires en cours et que Le Sserafim promouvra temporairement en tant que groupe de cinq membres. Deux mois plus tard, le 20 juillet 2022, les deux compagnies publient une seconde déclaration conjointe précisant son exclusion définitive du groupe.

## Membres

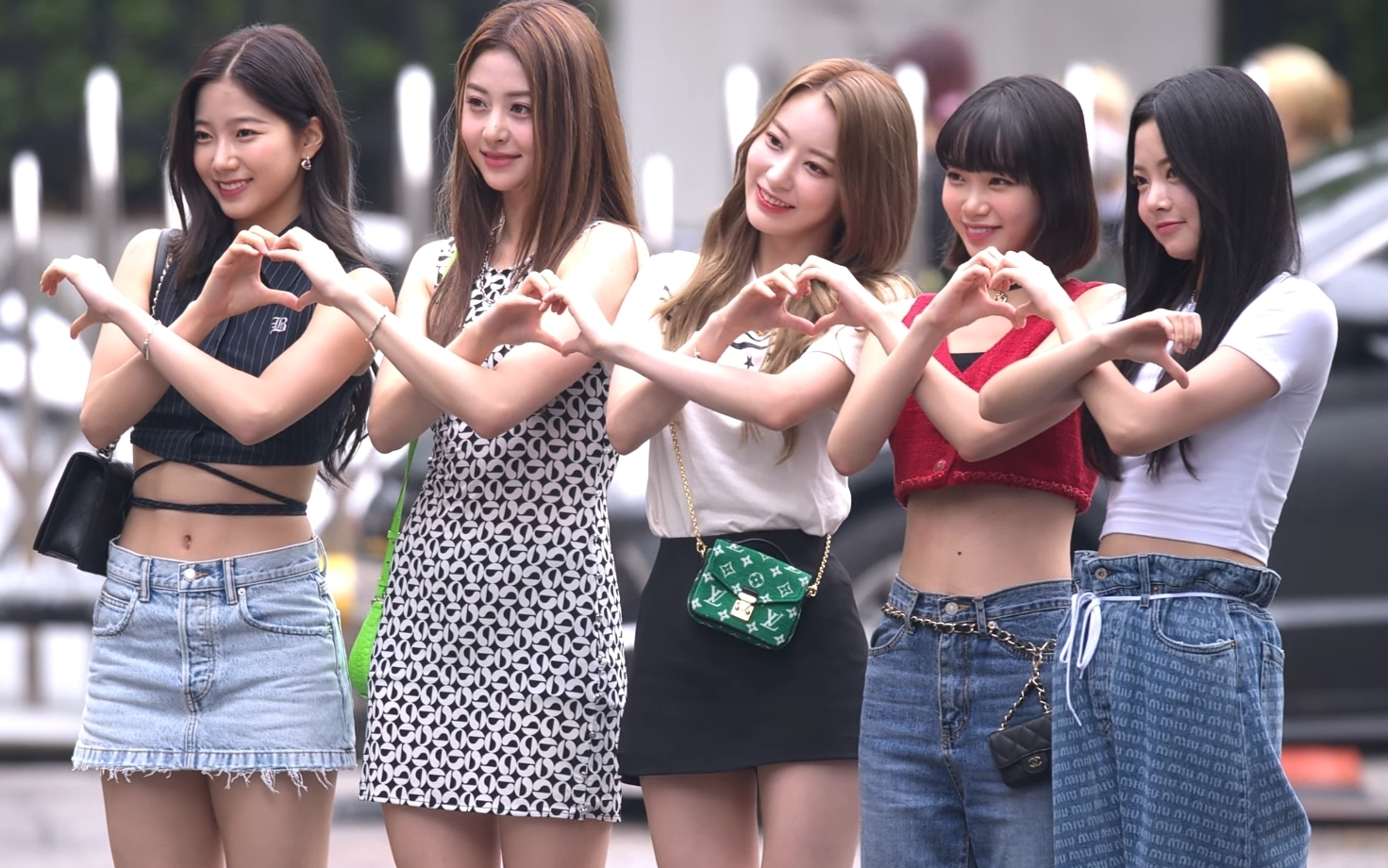
Le Sserafim aux MusicBank Fancam en 2022. De gauche à droite : Kazuha, Yunjin, Sakura, Chaewon et Eunchae.

| Nom de scène  | Nom de scène | Date de naissance | Nationalité  |
| Romanisé      | Coréen       | Date de naissance | Nationalité  |
| ------------- | ------------ | ----------------- | ------------ |
| Sakura        | 사쿠라       | 19 mars 1998      | Japonaise    |
| Kim Chae-won  | 김채원       | 1er août 2000     | Sud-coréenne |
| Huh Yun-jin   | 허윤진       | 8 octobre 2001    | Américaine   |
| Kazuha        | 카즈하       | 9 août 2003       | Japonaise    |
| Hong Eun-chae | 홍은채       | 10 novembre 2006  | Sud-coréenne |

### Ancienne membre
- Kim Ga-ram (hangeul : 김가람 ; née le 16 novembre 2005) — départ le 20 juillet 2022[14]

## Discographie

### Albums
| Année                                                                       | Titre       | Détails                                                                                              | Classements | Classements | Classements | Classements | Classements | Classements | Ventes                                                                   |
| Année                                                                       | Titre       | Détails                                                                                              | COR         | JAP         | ALL         | FRA         | CAN         | USA         | Ventes                                                                   |
| --------------------------------------------------------------------------- | ----------- | --- | ----------- | ----------- | ----------- | ----------- | ----------- | ----------- | ------------------------------------------------------------------------ |
| 2022                                                                        | Fearless    | - Date de sortie : 2 mai 2022 - Label : Source Music (HYBE) - Format : mini-album (EP)               | 2           | 1           | —           | —           | —           | —           | - COR : plus de 562 000 - JAP : plus de 58 000                           |
| 2022                                                                        | Antifragile | - Date de sortie : 17 octobre 2022 - Labels : Source Music (HYBE), Geffen - Format : mini-album (EP) | 2           | 1           | 37          | 32          | —           | 14          | - COR : plus de 1 220 000 - JAP : plus de 70 000 - USA : plus de 27 000  |
| 2023                                                                        | Unforgiven  | - Date de sortie : 1er mai 2023 - Labels : Source Music (HYBE), Geffen - Format : album studio       | 1           | 1           | 22          | 20          | 63          | 6           | - COR : plus de 1 570 000 - JAP : plus de 110 000 - USA : plus de 59 000 |
| 2024                                                                        | Easy        | - Date de sortie : 19 février 2024 - Labels : Source Music (HYBE), Geffen - Format : mini-album (EP) | 1           | 1           | 75          | —           | 73          | 8           | - COR : plus de 1 185 000 - JAP : plus de 132 000 - USA : plus de 57 500 |
| 2024                                                                        | Crazy       | - Date de sortie : 30 août 2024 - Labels : Source Music (HYBE), Geffen - Format : mini-album (EP)    | 2           | 2           | 25          | 24          | 81          | 7           | - COR : plus de 825 000 - JAP : plus de 112 000 - USA : plus de 47 500   |
| 2025                                                                        | Hot         | - Date de sortie : 14 mars 2025 - Labels : Source Music (HYBE), Geffen - Format : mini-album (EP)    | 1           | 2           | —           | 51          | —           | 9           | - COR : plus de 705 000 - JAP : plus de 90 000 - USA : plus de 46 500    |
| "—" indique que l'album ne s'est pas classé ou n'est pas sorti dans ce pays |             | |             |             |             |             |             |             |                                                                          |

### Singles
| Année                                                      | Titre                              | Meilleures positions | Meilleures positions | Meilleures positions | Meilleures positions | Meilleures positions | Meilleures positions | Album       |
| Année                                                      | Titre                              | COR                  | JAP                  | GBR                  | CAN                  | USA                  | MON                  | Album       |
| ---------------------------------------------------------- | ---------------------------------- | -------------------- | -------------------- | -------------------- | -------------------- | -------------------- | -------------------- | ----------- |
| 2022                                                       | Fearless                           | 9                    | 9                    | —                    | —                    | —                    | 69                   | Fearless    |
| 2022                                                       | Antifragile                        | 2                    | 12                   | —                    | 96                   | —                    | 38                   | Antifragile |
| 2023                                                       | Unforgiven (feat. Nile Rodgers)    | 2                    | 10                   | —                    | 92                   | —                    | 23                   | Unforgiven  |
| 2023                                                       | Eve, Psyche & the Bluebeard's wife | 2                    | 22                   | —                    | —                    | —                    | 66                   | Unforgiven  |
| 2023                                                       | Perfect Night                      | 1                    | 7                    | —                    | 58                   | —                    | 18                   | Hors album  |
| 2024                                                       | Easy                               | 3                    | 17                   | —                    | 48                   | 99                   | 13                   | Easy        |
| 2024                                                       | Smart                              | 8                    | 46                   | —                    | 91                   | —                    | 39                   | Easy        |
| 2024                                                       | Crazy                              | 22                   | 8                    | 83                   | 65                   | 76                   | 17                   | Crazy       |
| 2025                                                       | Hot                                | 9                    | 19                   | —                    | 91                   | —                    | 45                   | Hot         |
| 2025                                                       | Come Over                          | 94                   | 57                   | —                    | —                    | —                    | —                    | Hot         |
| "—" indique que le single ne s'est pas classé dans ce pays |                                    |                      |                      |                      |                      |                      |                      |             |

## Tournées
LE SSERAFIM Tour - Flame Rises (2023)
| Date(s)                          | Pays         | Ville     | Lieu                        | Audience |
| -------------------------------- | ------------ | --------- | --------------------------- | -------- |
| 12 et 13 août 2023               | Corée du Sud | Séoul     | Jamsil Indoor Stadium       | 10 500   |
| 23 et 24 août 2023               | Japon        | Nagoya    | Nippon Gaishi Hall          | 60 000   |
| 30 et 31 août 2023               | Japon        | Tokyo     | Gymnase olympique de Yoyogi | 60 000   |
| 6 et 7 septembre 2023            | Japon        | Osaka     | Osaka-jō Hall               | 60 000   |
| 30 septembre et 1er octobre 2023 | Chine        | Hong Kong | AsiaWorld–Expo, Hall 10     | 11 200   |
| 3 octobre 2023                   | Indonésie    | Jakarta   | JIExpo, Hall B3             | 2 600    |
| Total                            | Total        | Total     | Total                       | 84 300   |

LE SSERAFIM World Tour - Easy Crazy Hot (2025)
| Date(s)                | Pays         | Ville      | Lieu                                 |
| ---------------------- | ------------ | ---------- | ------------------------------------ |
| 19 et 20 avril 2025    | Corée du Sud | Incheon    | Inspire Arena                        |
| 6 et 7 mai 2025        | Japon        | Nagoya     | Port Messe Nagoya, Hall 1            |
| 13 et 14 mai 2025      | Japon        | Osaka      | Osaka-jō Hall                        |
| 7 et 8 juin 2025       | Japon        | Kitakyushu | West Japan General Exhibition Center |
| 12, 14 et 15 juin 2025 | Japon        | Saitama    | Saitama Super Arena                  |
| 19 juillet 2025        | Taïwan       | Taipei     | NTSU Arena                           |
| 26 juillet 2025        | Chine        | Hong Kong  | AsiaWorld-Arena                      |
| 2 août 2025            | Philippines  | Manille    | SM Mall of Asia Arena                |
| 9 et 10 août 2025      | Thaïlande    | Bangkok    | Thunder Dome                         |
| 16 août 2025           | Singapour    | Singapour  | Singapore Indoor Stadium             |

## Filmographie

### Web-séries
| Année | Titre                                | Notes                                               |
| ----- | ------------------------------------ | --------------------------------------------------- |
| 2022  | Leniverse                            | Émission de variétés                                |
| 2022  | Le Sserafim – The World Is My Oyster | Documentaire sur la période des prédébuts du groupe |
| 2022  | Day Off                              | Émission de télé-réalité                            |
| 2023  | Day Off 2 in Jeju                    | Émission de télé-réalité                            |
| 2023  | Day Off 3                            | Émission de télé-réalité                            |
| 2024  | Day Off 4                            | Émission de télé-réalité                            |
| 2024  | Le Sserafim - Make It Look Easy      | Documentaire sur le groupe depuis ses débuts        |

### Clips vidéos
| Année | Titre                                                | Date de sortie   | Directeur(s)             |
| ----- | ---------------------------------------------------- | ---------------- | ------------------------ |
| 2022  | Fearless                                             | 2 mai 2022       | Guzza (Kudo)             |
| 2022  | Antifragile                                          | 16 octobre 2022  | Soonsik Yang             |
| 2022  | Impurities                                           | 13 novembre 2022 | Jihye Yoon (Lumpens)     |
| 2023  | Fearless (Japanese ver.)                             | 24 janvier 2023  | Soonsik Yang             |
| 2023  | Unforgiven (feat. Nile Rodgers)                      | 1 mai 2023       | Soonsik Yang             |
| 2023  | Eve, Psyche & The bluebeard's wife                   | 23 mai 2023      | Jihye Yoon (Lumpens)     |
| 2023  | Unforgiven (Japanese ver. feat. Nile Rodgers et Ado) | 22 août 2023     | Soonsik Yang             |
| 2023  | Perfect Night                                        | 27 octobre 2023  | Woogie Kim               |
| 2024  | Easy                                                 | 19 février 2024  | Nina McNeely             |
| 2024  | Smart                                                | 5 mars 2024      | Yong Seok Choi (Lumpens) |
| 2024  | Crazy                                                | 30 aout 2024     | (Pas précisé)            |